# Cayo Largo (pel·lícula)
Cayo Largo (títol original en anglès: Key Largo) és una pel·lícula de 1948 amb Humphrey Bogart, Lauren Bacall, Edward G. Robinson i Claire Trevor. Dirigida per John Huston. És la quarta i última pel·lícula amb la parella mítica Bogart/Bacall. És adaptació d'una obra de 1939 escrita per Maxwell Anderson. Ziggy, un dels gàngsters de la pel·lícula, és interpretat per Marc Lawrence, la carrera del qual ha estat marcada pels seus papers de gàngsters. Les preses exteriors del cicló tropical han estat de fet recuperades entre seqüències de vídeo utilitzades a la pel·lícula Night Unto Night, un melodrama amb Ronald Reagan estrenada el mateix any dels estudis Warner Bros. Ha estat doblada al català.

## Argument
Frank McCloud (Bogart) arriba a un vetust hotel de l'arxipèlag dels Keys que administra un vell home, James Temple (Barrymore) ajudat per la seva jova Nora (Bacall), vídua d'un amic de guerra de Frank. L'hotel el fa servir Johnny Rocco (Robinson) i la seva banda per blanquejar diners. Rocco i les seves comparses prenen Frank, Temple i Nora en ostatge; l'ambient es fa claustrofòbic amb l'huracà que es desencadena, provocant el nerviosisme de Rocco.

## Al voltant de la pel·lícula
En un determinat moment de la pel·lícula, McCloud (Bogart) explica el seu compromís durant la Segona Guerra Mundial en la batalla de San Pietro (Itàlia); el realitzador John Huston va participar també en aquesta batalla com a realitzador de la pel·lícula documental San Pietro  (1945), mentre servia en la divisió «motion picture» de l'exèrcit americà.
A la pel·lícula, Temple (Barrymore) descriu l'huracà de 1935 que va destrossar literalment els Keys. Va ser un dels pitjors huracans de la història dels Estats Units i moltes de les víctimes eren persones ocupades en la construcció de l'autopista U.S. Highway 1 enllaçant les illes dels Keys. Es pot veure aquesta autopista en l'escena d'obertura de la pel·lícula.
Es deia que el personatge de Claire Trevor és calcat del de l'amant Gay Orlova del gàngster Lucky Luciano.
Edward G. Robinson i Claire Trevor van tornar a fer els seus papers de la pel·lícula en versió radiofònica en un episodi de la sèrie Lux Radio Theater.

## Repartiment
- Humphrey Bogart: Frank McCloud
- Lauren Bacall: Nora Temple
- Edward G. Robinson: Johnny Rocco
- Claire Trevor: Gaye Dawn
- Lionel Barrymore: James Temple
- Thomas Gomez: Richard 'Curly' Hoff (guardaespatlles 1)
- Harry Lewis: Edward 'Toots' Bass (guardaespatlles 2)
- John Rodney: Diputat Clyde Sawyer
- Marc Lawrence: Ziggy
- Dan Seymour: Angel Garcia (guardaespatlles 3)
- Monte Blue: Xèrif Ben Wade
- William Haade: Ralph Feeney (guardaespatlles 4)

I, entre els actors que no surten als crèdits:
- Pat Flaherty: El viatjant
- Alberto Morin: el capità del vaixell de Rocco

## Premis i nominacions[calcitació]

### Premis
- 1949: Oscar a la millor actriu secundària per Claire Trevor

### Nominacions
- 1949: Premi del Sindicat de Guionistes dels Estats Units al millor guió dramàtic per Richard Brooks i John Huston

## Crítica
"Un dels títols mítics del cinema negre. Huston va saber envoltar-se d'un repartiment d'altura, capitanejat per un magistral Bogart, per donar vida a aquesta claustrofòbica intriga. (...) guió sense fissures per a tot un clàssic"